# Övertorneå
Övertorneå er et byområde i Övertorneå kommun i Norrbottens län i Sverige. I 2010 var indbyggertallet 1.917.